# بيلوسوفو (كالوغا)
بيلوسوفو (بالروسية: Белоусово) هي مدينة في مقاطعة كالوغا أوبلاست في روسيا.
يبلغ عدد سكانها حوالي 8550 نسمة.